# Морнарички истражитељи: Лос Анђелес (14. сезона)
Четрнаеста и последња сезона америчко полицијо-процедуралне драме МЗИС: Лос Анђелес премијерно је емитована од 10. октобра 2022. године до 21. маја 2023. године на каналу ЦБС.
Серија Морнарички истражитељи: Лос Анђелес прати рад измишљене екипе посебних агената из Одељења за специјалне пројекте Морнаричко-злочинско истражитељске службе. У сезони играју Крис О'Донел, Данијела Руа, Ерик Кристијан Олсен, Медалион Рахими, Кејлеб Кастил, Џералд Мекрејни и Ел Ел Кул Џеј. Унакрсна троделна епизода са серијама Морнарички истражитељи и Морнарички истражитељи: Хаваји емитована је током сезоне као 10. епизода. Бивши чланови главне поставе Питер Камбор и Рене Фелис Смит вратили су се у последњој епизоди.
Дана 20. јануара 2023. објављено је да ће се серија Морнарички истражитељи: Лос Анђелес завршити након ове тренутне сезоне чија ће последња епизода бити емитована 14. маја 2023.

## Глумачка постава
Главна постава се није мењала ове сезоне.

## Улоге

### Главне
- Крис О’Донел као Гриша Кален
- Данијела Руа као Кензи Блај
- Ерик Кристијан Олсен као Мартин А. Дикс
- Медалион Рахими као Фатима Намази
- Кејлеб Кастил као Девин Раунтри
- Џералд Мекрејни као Холас Килбрајд
- Ел Ел Кул Џеј као Сем Хана

### Епизодне
- Питер Камбор као Нејт Гејц (Епизода 21)
- Рене Фелис Смит као Нел Џоунс (Епизода 21)

## Епизоде
| Бр. у серији | Бр. у сезони | Наслов                      | Редитељ                          | Сценариста                             | Пpемијерно емитовање | Прод. код | Гледаоци САД (у милионима) |
| --- | ------------ | --------------------------- | -------------------------------- | -------------------------------------- | -------------------- | --------- | -------------------------- |
| 303 | 1            | "Игра беспилотних летелица" | Кевин Берланди                   | Р. Скот Џемил                          | 9. октобар 2022.     | 1403      | 4.33                       |
| Екипа МЗИС-а трага за осумњиченим и њиховим побудама након бомбардовања великог објекта у којем се склапају војне борбене беспилотне летелице. Кален и Килбрајд добијају забрињавајуће вести о Хети када је тело које одговара њеном опису пронађено у Сирији. |              |                             |                                  |                                        |                      |           |                            |
| 304 | 2            | "Вредност"                  | Дајана К. Валентајн              | Кајл Харимото                          | 16. октобар 2022.    | 1401      | 4.07                       |
| Када је отет архитектонски двојац који се усавршио за пројектовање сигурних зграда, екипа МЗИС-а креће у потрагу како би их вратили кући. Дикс и Кензи схватају да ће можда морати да помогну Роси око њених школских задатака. |              |                             |                                  |                                        |                      |           |                            |
| 305 | 3            | "Крадљивци тела"            | Сузан Салз                       | Адам Г. Ки и Френк Милитари            | 23. октобар 2022.    | 1402      | 3.95                       |
| Екипа МЗИС-а удружује снаге са ФБИ-јем када се скупина језивих убица познатих као "Крадљивци тела" вратила пошто је избегла да их МЗИС ухвати пре много година. Семов тата се спријатељио са Аркадијем. |              |                             |                                  |                                        |                      |           |                            |
| 306 | 4            | "Мртваци"                   | Денис Смит                       | Ли А. Карлајл                          | 30. октобар 2022.    | 1404      | 5.03                       |
| Када се ваздухоплов Ејдана Хане срушио, а он био оптужен да је крив за несрећу, екипа МЗИС-а мора да истражи како би скинула љагу са његовог имена. Раунтри размишља како жели да се носи са последицама догађаја са полицијом. |              |                             |                                  |                                        |                      |           |                            |
| 307 | 5            | "Крв и месо"                | Данијела Руа                     | Чед Мазеро                             | 6. новембар 2022.    | 1405      | 3.56                       |
| МЗИС је позван да истражи када је жена виђена како бежи са места убиства свог мужа. Роберта Дикс долази у град да упозна Росу. Сем тражи другу неговатељицу за свог оца. |              |                             |                                  |                                        |                      |           |                            |
| 308 | 6            | "Слава мора"                | Тавниа Мекирнан                  | Фејталгера Клод                        | 13. новембар 2022.   | 1406      | 4.03                       |
| МЗИС је позван да истражује након што је контраадминистратор Тед Гордон отет из своје куће. Кензи се бори да буде забаван родитељ док Дикс тражи стан са својом мамом. |              |                             |                                  |                                        |                      |           |                            |
| 309 | 7            | "Опстанак најјачих"         | Ерик А. Пот                      | Ендру Бартлс                           | 20. новембар 2022.   | 1407      | 3.93                       |
| Војнику је позлило током обуке због напада генетским оружјем. Дикс се бори са балансирањем између посла и кућног живота када се Роса разболела. |              |                             |                                  |                                        |                      |           |                            |
| 310 | 8            | "Нека гори"                 | Рик Танел                        | Индира Гибсон Вилсон                   | 27. новембар 2022.   | 1408      | 4.03                       |
| МЗИС истражује напад подметнутог пожару у предузећу "Глобал вест Вентурис" за поморску одбрану. Раунтри се срео са бившом девојком. Килбрајд даје Калену досије о Памбруку. |              |                             |                                  |                                        |                      |           |                            |
| 311 | 9            | "Банка крви"                | Бени Бум                         | Саманта Чејс                           | 8. јануар 2023.      | 1410      | 4.56                       |
| Када је МЗИС кренуо да истражује пуцњаву на чамцу у којој је украден ретки културни артефакт, потресли су када су сазнали ко је власник брода. |              |                             |                                  |                                        |                      |           |                            |
| 312 | 10           | "Долазе тешка времена"      | Денис Смит                       | Р. Скот Џемил                          | 9. јануар 2023.      | 1409      | 6.80                       |
| Када је Килбрајд нестао, Фатиму и Раунтрија нападају наоружани људи предвођени лажном агенткињом ЦИА-е Морган Милер и отимају Раунтрија. Екипа наставља да ради са својим колегама из Вашингтона и са Хаваја на проналажењу Раунтрија кога муче због података о томе где се Килбрајд налази. |              |                             |                                  |                                        |                      |           |                            |
| 313 | 11           | "Бестселер"                 | Џејмс Хенлон                     | Кајл Харимото                          | 15. јануар 2023.     | 1411      | 4.71                       |
| Када је Семов друг Том Олсен открио да га прогоне непријатељи из његове прошлости, екипа МЗИС-а мора да открије ко га прогони. |              |                             |                                  |                                        |                      |           |                            |
| 314 | 12           | "У име части"               | Ден Лу                           | Мет Клафтер                            | 19. фебруар 2023.    | 1412      | 3.47                       |
| Док су истраживале морнаричког поручника који је нестао и који има везе са опасном исламском милицијом, Кензи и Фатима су отете и дрогиране, а буде се у колима која сваког тренутка треба да пукну што шаље ОСП у очајничку трку са временом да их пронађе и спаси пре него што буде касно. |              |                             |                                  |                                        |                      |           |                            |
| 315 | 13           | "Збогом, оружје"            | Џон Питер Кјузакис и Ерик А. Пот | Чед Мазеро                             | 26. фебруар 2023.    | 1413      | 4.53                       |
| Када је оснивача АИ друштва напала тајанствена жена, ОСП мора да је препозна пре него што избије следећи велики сукоб док Килбрајда посећује његова бивша жена која жели да размотри могућност да се поново повеже са њиховим отуђеним сином. |              |                             |                                  |                                        |                      |           |                            |
| 316 | 14           | "Срамота"                   | Данијела Руа                     | Сем Блок и Џакил Аким О'Квин           | 5. март 2023.        | 1414      | 4.28                       |
| Када је подофицир који служи БСД Савезу пронађен са наизглед опроштајном поруком, ОСП добија задатак да истражи, док Кален и Ана започињу поступак планирања своје свадбе, а Сем разговара са својом ћерком Кам. |              |                             |                                  |                                        |                      |           |                            |
| 317 | 15           | "Друга ципела"              | Ерик Вилсон                      | Ли А. Карлајл и Џастин Колас           | 19. март 2023.       | 1415      | 3.95                       |
| Када се детективка СУП-а Елен Вајтинг појави у Кензиној и Диксовој кући и затражила помоћ, ОСП истражује могућност скупине подмићених полицајаца који су повезани са багром која растура дрогу на улицама Лос Анђелеса, а Сам на крају одлази на тајни задатак као борац да бисте сазнао више података. |              |                             |                                  |                                        |                      |           |                            |
| 318 | 16           | "Уснули пси"                | Гонзало Амас                     | Ендру Бартлс                           | 26. март 2023.       | 1416      | 4.24                       |
| Када је ОСП примио хитну, загонетну поруку, они откривају да је повезана са пројектом Дрона и Пембруком што шаље екипу у трку да реши случај док Килбрајд планира да коначно посети свог сина којег није видео десет година, а Кален је питао Сем да му буде кум. |              |                             |                                  |                                        |                      |           |                            |
| 319 | 17           | "Можда данас"               | Ерик А. Пот                      | Саманта Чејс и Мет Клафтер             | 16. април 2023.      | 1417      | 4.30                       |
| Док се Килбрајд поново повезује са својим отуђеним сином, Алекс, Кален, Сем, Кензи, Дикс, Фатима и Раунтри помажу јединици за убиства МЗИС-а у истрази о нестанку морнаричког подофицира 2003. |              |                             |                                  |                                        |                      |           |                            |
| 320 | 18           | "У ширем смислу"            | Кевин Берланди                   | Фејталегра Клод и Индира Гибсон Вилсон | 23. април 2023.      | 1418      | 4.26                       |
| Када је морнарички резервиста избоден, а његова лабораторија пуна пестицида и инсеката опљачкана, ОСП истражује док Килбрајд даје Сему једну понуду, а Раунтри почиње да размишља о својој будућности. |              |                             |                                  |                                        |                      |           |                            |
| 321 | 19           | "Обрачун"                   | Френк Милитари                   | Френк Милитари                         | 7. мај 2023.         | 1419      | 4.49                       |
| ОСП истражује када су четири особе, међу којима и један службеник ЦИА-е, побијене усред бела дана, а истрага их води ка пројекту Дрона док се Кален састаје са Пембруком који агенту МЗИС-а нуди бољи увид у његову прошлост. |              |                             |                                  |                                        |                      |           |                            |
| 322 | 20           | "Нови почеци"               | Џон Питер Кјузакис               | Кајл Харимото и Р. Скот Џемил          | 14. мај 2023.        | 1420      | 4.15                       |
| ОСП помаже главној посебној агенткињи АДВОД-а Кери Адамс у случају њене колегинице која је нестала током истраге док Кален и Ана настављају да се припремају за свадбу, Раунтријева сестра Џордин одлази на разговор у нади да ће ући у медицинску школу, а Сем покушава да убедити свог оца Рејмонда да уђе у испитивање лека. Епизода се завршава неуспехом у ком су Кален и Сем не само приковани већ и остали на цедилу због тога што је Изазивач уништен у нападу док се припремају да се суоче и на крају крајва увуку Адамса и још једног подмићеног агента АДВОД-а у пуцњаву. |              |                             |                                  |                                        |                      |           |                            |
| 323 | 21           | "Нови почеци (2. део)"      | Џон Питер Кјузакис               | Кајл Харимото и Р. Скот Џемил          | 21. мај 2023.        | 1421      | 5.24                       |
| Пошто су преживели пуцњаву, Кален и Сем се поново групишу и настављају да помажу својим колегама из ОСП-а у потрази за несталим војним оружјем. Пошто је случај решен, екипа је отишла на Каленову и Анину свадбу у општини. Сем је Калену кум, а Кензи Анина кума. Кензи је открила да је трудна. Епизода се завршава тако што Кален и Сем путују у Мароко и поново се састају са Нел Џоунс за коју је откривено да је тражила њихову помоћ у спасавању Хети уз помоћ бившег службеника ЦИА-е Востаника Сабатина и оперативног психолога Нејта Гејца.                                |              |                             |                                  |                                        |                      |           |                            |

### Унарксна епизода
Часопис Недељна забава је 3. октобра 2022. објавио да је унакрсна епизода између серије Морнарички истражитељи: Лос Анђелес и њених колега из франшизе Морнарички истражитељи и Морнарички истражитељи: Хаваји у продукцији и требало би да буде емитована у јануару 2023. године. Чланови глумачке поставе серије Морнарички истражитељи: Лос Анђелес Крис О'Донел и Ел Ел Кул Џеј учествовали су у унакрсној епизоди заједно са Геријем Колом, Вилмером Валдерамом и Брајаном Диценом из серије Морнарички истражитељи и Ванесом Лешеј, Јасмин Ал-Бустами и Ноом Милсом из серије Морнарички истражитељи: Хаваји. Догађај који је назван "Морнарички истражитељи (трилогија)" први је пут да су се три серије укрштале. Унакрсну епизоду је потврдио ЦБС 11. новембра 2022. и добијен је датум емитовања 9. јануара. Серија Морнарички истражитељи: Лос Анђелес је привремено померен на понедељак због догађаја и у њој је био трећи и последњи део трилогије. О'Донел и Ел Ел Кул Џеј су се појавили у сва три дела догађаја. Кол, Валдерама, Лешејева и Ал-Бустамијева су се појавили у делу у Лос Анђелесу који носи назив „Тешко време долази“. Свих седам чланова серије Морнарички истражитељи: Лос Анђелес такође су се појавили у свом делу.

## Производња

### Развој
Дана 31. марта 2022. објављено је да је ЦБС обновио серију Морнарички истражитељи: Лос Анђелес за четрнаесту сезону заједно са обновама серија Морнарички истражитељи и Морнарички истражитељи: Хаваји. Чланица главне поставе Данијела Руа режирала је пету епизоду сезоне „Крв и месо“ као и четрнаесту.

### Избор глумаца
Са обновом у марту 2022. очекивало се да ће се О'Донел и Ел Ел Кул Џеј вратити. Очекивало се да ће се вратити и бивша дугогодишња чланица главне поставе Линда Хант која се последњи пут појавила у 1. епизоди претходне сезоне. Међутим, ипак се није вратила, али је, додуше, имала гласовну улогу током последње епизоде. Сваки члан глумачке поставе биће одсутан четири епизоде сезоне. Чланови епизодне поставе за сезону су Данкан Кембел, Алиша Копола, Наталија дел Ријего, Ричард Гант, Бар Пејли, Кави Рамачандран Ладнир, Памела Рид и Тај Вајт.

### Израда
Нова шпица и слова уведени су у 14. сезони.

## Издање и маркетинг
Дана 18. маја 2022. серијал ће се померити са претходног термина у недељу у 21:00 ЕТ на сат касније у 22:00 што је довело до емитовања серија 60 минута, Праведник и Источни Нови Јорк. Дана 23. јуна 2022. сезона је добила датум премијере 9. октобар 2022. У септембру 2022. објављен је промотивни плакат за сезону.